# Rocío Igarzábal
Rocío Igarzábal (San Isidro, provincia de Buenos Aires; 24 de agosto de 1989), conocida artísticamente como Rochi Igarzábal, es una actriz y cantante argentina. Es conocida por el papel de Valeria Gutiérrez en la telenovela juvenil Casi ángeles y por haber sido parte de la banda pop derivada, Teen Angels. También es recordada por interpretar a Brenda Bandi en la telenovela Dulce amor, y a Tania/Agustina en la telenovela Taxxi, amores cruzados.  

## Carrera

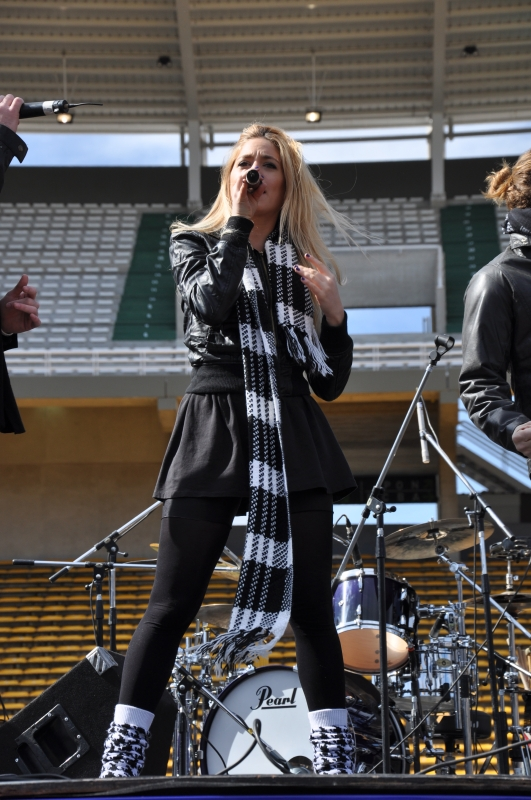
Rocío Igarzábal de Teen Angels en un concierto en Córdoba (Argentina).

En 2008 hizo su debut en la televisión cuando fue elegida para el papel de Valeria "Vale" Gutiérrez en la serie de televisión Casi ángeles, creada por la productora argentina Cris Morena, que finalizó en el año 2010. También participó de las presentaciones musicales de Casi ángeles en el Teatro Gran Rex.
En 2011 se unió al grupo pop Teen Angels, derivado de la serie Casi ángeles. Con el grupo, participó de los discos Teen Angels 5 y La despedida, y realizó con giras por América Latina, España e Israel. El grupo se disolvió en 2012.
Entre 2012 y 2013 interpretó a Brenda Bandi en la telenovela Dulce amor emitida por Telefe, personificando a la pareja de su excompañero de Teen Angels, Nicolás Riera.
En 2013 debutó en la pantalla grande con el documental Teen Angels: el adiós 3D que muestra el último show de la banda antes de disolverse.
Entre 2013 y 2014 protagonizó junto a Gabriel Corrado la telenovela Taxxi, amores cruzados en Telefe siendo su primer papel protagónico.
En 2015 debutó con su primer papel en cine en la película El desafío, de nuevo junto a Nicolás Riera y además Gastón Soffritti. Allí interpretó a Julieta.
El 6 de octubre de 2017 presentó su álbum debut Entre los árboles que contiene 10 temas con un estilo pop y distintas facetas rítmicas, el cual grabó junto a su pareja Milton Cámara.
En 2020 protagonizó en cine Encontrados su segunda película, donde interpretó a Malva.
En 2021 se sumó al programa Showmatch La Academia con Gonzalo Gerber en reemplazo de Julieta Nair Calvo.
En 2022 debutó en teatro en Villa Carlos Paz con la obra teatral Una noche en el hotel dirigida por Carlos Olivieri, interpretando a Luz.
Actualmente lleva una carrera músical como solista, siendo fiel a ella misma y su estilo. Cuenta con tres álbumes titulados: "Entre lps árboles" (2017), "Que me van hablar de amor" (2022) y en el 2025 lanzó un "EP - Volare" que cuenta con 4 temas.
Con su último lanzamiento, muestra el resultado de un trabajo íntimo, emocional y profundamente personal. Que refleja una evolución tanto en lo musical como en lo interpretativo. El 19 de septiembre del 2025 en "La Tangente" dará su presentación y será el comienzo finalmente de unas giras por el país. Estos shows marcan el inicio de una nueva etapa en la carrera de Rochi.

## Vida personal
Sus padres se llaman Adriana Silveyra y Joaquín Igarzábal. Tiene dos hermanas, Lucía y Martina. Por parte de su familia materna es sobrina segunda de la actriz Soledad Silveyra.
En septiembre de 2014 viajó a México donde conoció al músico y compositor Milton Cámara, también argentino, quien se encontraba viviendo en México desde hacía un año y con quien comenzó una relación y conformó un grupo musical con el cual se ganaban la vida allí. En marzo de 2016 volvieron a vivir a Argentina y en junio de 2016 se convirtieron en padres por primera vez de una niña llamada Lupe. 

## Trayectoria

#### Cine
| Año  | Título                   | Rol        | Notas        |
| ---- | ------------------------ | ---------- | ------------ |
| 2013 | Teen Angels: el adiós 3D | Ella misma | Documental   |
| 2015 | El desafío               | Julieta    | Protagonista |
| 2020 | Encontrados              | Malva      | Protagonista |

#### Ficciones de televisión
| Año       | Título                          | Rol                               | Notas                                              |
| --------- | ------------------------------- | --------------------------------- | -------------------------------------------------- |
| 2008-2010 | Casi ángeles                    | Valeria "Vale" Gutiérrez          | Reparto principal (temporada 2-4)                  |
| 2011      | Supertorpe                      | Lucía                             | Episodio: "Misión imposible: Cantar" (temporada 2) |
| 2012-2013 | Dulce amor                      | Brenda Bandi Ferri                | Reparto principal                                  |
| 2013-2014 | Taxxi, amores cruzados          | Tania Shelley / Agustina Sorrento | Reparto principal                                  |
| TBA       | Serie sin titulo de Yiya Murano | TBA                               |                                                    |

#### Programas de televisión
| Año  | Título                         | Rol                                       | Notas                 |
| ---- | ------------------------------ | ----------------------------------------- | --------------------- |
| 2018 | La estrella del cover          | Jurado                                    |                       |
| 2020 | Cantando por un sueño          | Participante acompañando a Agustín Sierra | Gala 8: Ritmo en trío |
| 2021 | MasterChef Celebrity Argentina | Participante acompañando a Gastón Dalmau  |                       |
| 2021 | Showmatch, la academia         | Participante                              | 20.ª eliminada        |
| 2022 | La Voz Argentina               | Host digital                              | temporada 4           |

#### Teatro
| Año       | Título                     | Rol                      | Notas                              |
| --------- | -------------------------- | ------------------------ | ---------------------------------- |
| 2008-2010 | Casi ángeles               | Valeria "Vale" Gutiérrez | Versión teatral de la telenovela   |
| 2011-2012 | Teen Angels                | Ella misma               | Presentaciones en vivo de la banda |
| 2018      | El violinista en el tejado | Hodel                    |                                    |
| 2022      | Una noche en el hotel      | Luz                      |                                    |

## Discografía

### Álbumes
Álbumes como solista
- Entre los árboles (2017)
- Que me hablen de amor (2022)
- Volare - EP" (2025)

Bandas sonoras
- TeenAngels III (2009)
- TeenAngels IV (2010)
- TeenAngels V (2011)
- TeenAngels: La despedida (2012)

Álbumes en vivo
- Casi Ángeles en vivo: Teatro Gran Rex 2008
- Casi Ángeles en vivo: Teatro Gran Rex 2009
- TeenAngels en vivo: en Israel (CD + DVD 2010)

### Sencillos
- «Mira garúa» (2017)
- «Iluminar» (2017)
- «Sin tu querer» (2019)
- «Antes de partir» (2019)
- «Temor» (2020)
- «No quiero» (2020)
- «Caja de cartón» (2022)
- «Volare» (2025)
- «Abre tus ojos» ft. Gastón Dalmau Bonus track (2025)
- «Amor, perdón» ft. Zenón Pereyra (2025)
- «Hacia el sur» ft. Sofia Campos (2024)

### Videos musicales
- «Mira Garúa» (2017)
- «Iluminar» (2017)
- «Sin tu querer» (2019)
- «Temor» ft. Santiago Periné (2020)
- «Caja de cartón» ft. Mel Muñiz (2022)
- «Hacia el sur» ft. Sofia Campos (2024)
- «Abre tus ojos» ft. Gastón Dalmau (2025)
- «Volare» (2025)